# Koopsta Knicca
Koopsta Knicca, vlastním jménem Robert Cooper Phillips, (27. dubna 1975, Memphis, Tennessee, USA – 9. října 2015, Memphis) byl americký rapper. 
Narodil se v Memphisu, kde rovněž zemřel. V devadesátých letech byl členem kapely Three 6 Mafia, kterou opustil v roce 2000 kvůli pobytu ve vězení. Později vydal řadu sólových alb, přičemž často spolupracoval i s dalšími členy skupiny Three 6 Mafia (často s DJ Paulem). Dne 6. října utrpěl mrtvici a zůstal v bezvědomí. Zemřel o tři dny později ve věku čtyřiceti let.